# Federación Ciclista Uruguaya
La Federación Ciclista Uruguaya es la entidad que organiza el calendario y regula las competencias de ciclismo en Uruguay. Fue fundada el 5 de setiembre de 1914 por los integrantes del Veloz Club Uruguayo, el Club Ciclista Audax de Montevideo y el Club Velocidad y Resistencia. En el acto fundacional convocado por José María Zamora (miembro de la Comisión Nacional de Educación Física) fue designado el Dr. Aurelio Mosera como primer presidente.  Está  afiliada a la Unión Ciclista Internacional (UCI) y a la Confederación Panamericana de Ciclismo (COPACI).
Es la encargada de organizar la Vuelta Ciclista del Uruguay y ha apoyado al Club Ciclista Fénix en la realización de la prueba Rutas de América. 
El presidente del Consejo Directivo desde 2019, es el exciclista Pablo Quintana, secundado por Enrique Erramuspe y Ulises Carballo en carácter de vicepresidentes para el período 2019-2023.